# Cistus akamantis
Cistus akamantis là một loài thực vật có hoa trong họ Nham mân khôi. Loài này được Demoly mô tả khoa học đầu tiên năm 2006.